# Kräänä
Kräänä är en halvö i Finland. Den ligger i Tövsala i landskapet Egentliga Finland, i den sydvästra delen av landet, 190 km väster om huvudstaden Helsingfors.